# Чалоты
Чалоты — деревня в Нижнеудинском районе Иркутской области рядом с речкой Чалотка.

## География
Деревня находится в 6 км от Шумского.

## Население
По данным Всероссийской переписи населения 2010 года население НП составило 100 человек

## Власть
Деревня в административном плане относится к Солонецкому муниципальному образованию Нижнеудинского района
Иркутской области